# Liên Thi Nhã
Liên Thi Nhã (tên tiếng Hoa: 連詩雅, tên tiếng Anh: Shiga Lin, tên tiếng Nhật: たぐち しが Taguchi Shiga, sinh ngày 29 tháng 6 năm 1988), là nữ ca sĩ Hồng Kông, nghệ sĩ thuộc StarzPeople và The Voice Entertainment Group. Bắt đầu làm người mẫu khi 15 tuổi, năm 2010 kí hợp đồng với công ty thu âm Warner, ra mắt với tư cách là ca sĩ của ATV, năm 2013 chuyển qua TVB, nhưng chỉ ký hợp đồng ca sĩ. Vì cô biết Phương Đại Đồng từ nhỏ, coi như anh trai, cả hai đều ký hợp đồng với Warner, do đó Liên Thi Nhã được gọi là "Sư muội Phương Đại Đồng". Vào năm 2011 phim điện ảnh "Lan Quế Phường" (喜愛夜蒲), cùng lúc đó được đề cử giải "Diễn viên mới xuất sắc nhất" tại Giải thưởng Điện ảnh Hong Kong Kim Tượng lần thứ 31. Bài hát chủ đề phim "I'm still loving you" cũng được yêu thích trên mạng. Năm 2014, cô hát bài hát tiếng phổ thông đầu tiên Trò Đùa Thời Gian (時間開的玩笑), giúp cô đạt giải Nữ Ca sĩ được yêu thích nhất TVB8 năm 2014.

## Tiểu sử

### Trước khi ra mắt
Liên Thi Nhã sinh ra và lớn lên ở Hồng Kông, có mẹ là người Thượng Hải, bố là người Triều Châu, ngày bé theo mẹ đã từng học và sinh sống ở Nhật Bản có quốc tịch Nhật Bản, có được quốc tịch Nhật Bản, tên tiếng Nhật là Taguchi Shiga, nhưng cô từng nói vì lúc nhỏ lười biếng nên không học tốt tiếng Nhật. Cô từng học tại trường King George V School, Hong Kong, sau đó tốt nghiệp ở trường Trung học Tây Đảo (West Island School). Liên Thi Nhã trong lúc đi học từng làm 5 công việc khác nhau là: phiên dịch, play group dạy trẻ em, dạy tiếng Anh, gia sư, trợ lý cá nhân, tổ chức sự kiện và người mẫu bán thời gian. Trước khi ra mắt cô từng tham gia chương trình truyền hình giáo dục Hồng Kông (ETV)  và diễn phim truyền hình thanh xuân của ATV.

### 2010 - 2014: Thời đầu ra mắt
Năm 2010 chính thức ra mắt, trở thành nữ ca sĩ thuộc Warner Music Hong Kong, ca khúc ra mắt là "Kem Mộng Mơ Trà Bá Tước" (灰伯爵的忌廉遐想). Năm 2011, cô tham gia phim điện ảnh "Lan Quế Phường" (喜愛夜蒲), được chú ý và nhận được nhiều bình luận tích cực, tặng đáng kể độ nổi tiếng. Cô cũng bằng vai diễn này được đề cử"Diễn viên mới xuất sắc nhất" tại Giải thưởng Điện ảnh Hong Kong lần thứ 31, ca khúc nhạc phim "I'm Still Loving You" được hơn 13 triệu lượt xem trên YouTube, trở thành ca khúc đầu tiên của cô đạt hơn 10 triệu lượt xem.
Năm 2012 tung ra bài hát "Đến Đây Chấm Dứt" (到此為止) và Sống Thật Tốt (好好過) trở thành hit, lần lượt đạt 30,6 triệu (bản lyric video đạt hơn 20 triệu và bản music video đạt gần 10,6 triệu lượt xem) và 15,8 triệu lượt xem (tính đến ngày 08.04.2022) trên YouTube. Và "Đến Đây Chấm Dứt"  trở thành bài hát thứ hai đạt trên 10 triệu lượt xem, vì vậy cô có biệt danh "nữ vương lượt xem trên mạng". Bài hát này đã được Gordon Music Station chuyển thể thành đĩa đơn cho lễ hội. YouTube đạt hơn 100.000 lượt xem. Dear Jane và Liên Thi Nhã đã hát "Đến Đây Chấm Dứt" vào ngày 30 tháng 9 năm 2012 tại Trung tâm Thương mại và Triển lãm Quốc tế Vịnh Cửu Long. Cô bằng bài hát "Đến Đây Chấm Dứt" này đạt giải "Top 10 ca khúc tiếng Hoa" tại Lễ trao giải Thập Đại Trung Văn Kim Khúc lần thứ 35. Cùng năm đó, đóng chính phim điện ảnh "Lan Quế Phường 2" (喜愛夜蒲2), đạt 11 triệu HKD phòng vé.

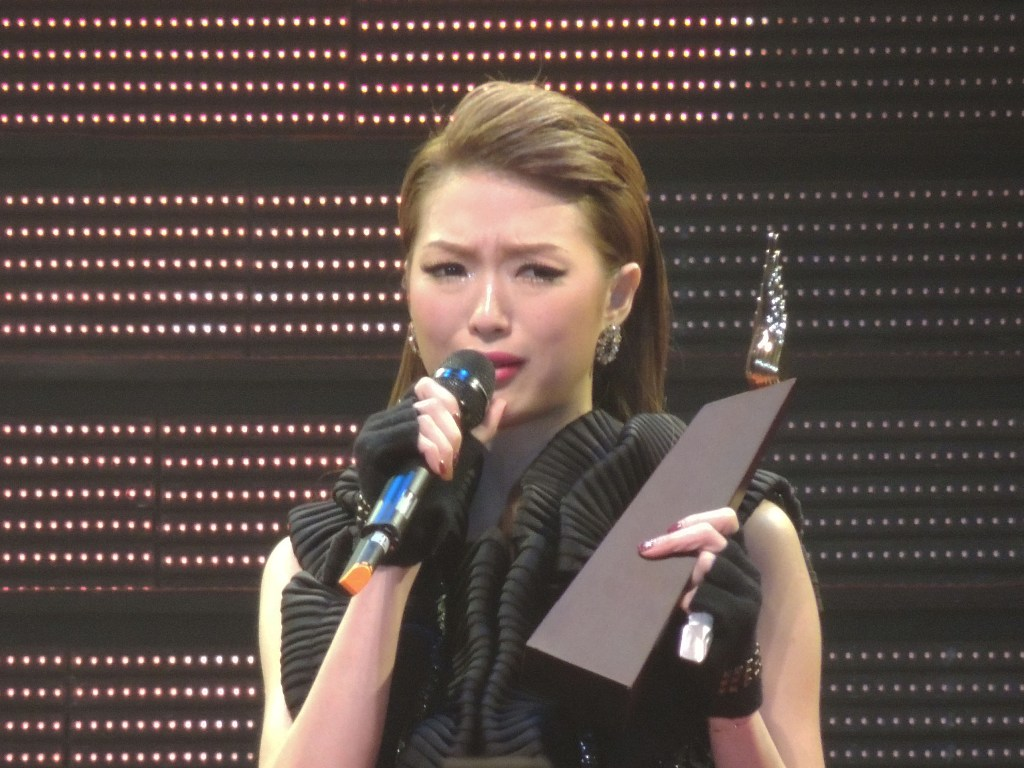
Liên Thi Nhã nhận giải "Top 10 Đề xuất chuyên nghiệp Sất Sá - Xếp thứ 9" tại Lễ trao giải Bảng xếp hạng âm nhạc Sất Sá năm 2013

Năm 2013, Bài hát "Nói Một Câu" (說一句) trở thành bài hát đầu tiên được quán quân ba đài, bài hát được hơn 12 triệu lượt xem trên YouTube, và bằng bài hát "Nói Một Câu" đạt giải "Top 10 Đề xuất chuyên nghiệp Sất Sá - Xếp thứ 9" tại Lễ trao giải Bảng xếp hạng âm nhạc Sất Sá năm 2013 và "Top 10 ca khúc tiếng Hoa" tại Lễ trao giải Thập Đại Trung Văn Kim Khúc lần thứ 36, đồng thời các bài hát tình ca buồn khác cũng được nhiều bình luận tốt, được mệnh danh là "thiếu nữ thế hệ mới người đại diện tình ca buồn". Năm 2014, bài hát "Chỉ Muốn Ở Cùng Với Anh" (只要和你在一起) trở thành bài hát thứ hai của cô được quán quân ba đài, đồng thời cũng là nữ ca sĩ đầu tiên giành quán quân "Kình Ca Kim Bảng" sau "sóng gió bản quyền HKRIA", bài hát trên Youtube đạt hơn 7 triệu lượt xem. Cô cũng bằng bài hát này đạt giải "Top 10 ca khúc tiếng Hoa" tại lễ trao giải Thập Đại Trung Văn Kim Khúc lần thứ 37, trở thành giải thưởng cô 3 năm liên tiếp đạt giải. Cùng năm đó, phát hành bài hát tiếng Phổ thông đầu tiên "Trò Đùa Của Thời Gian" (時間開的玩笑), đưa cô đến danh sách đề cử "Nữ Ca sĩ được yêu thích nhất Kim khúc TVB" của Lễ trao giải Kim khúc TVB8 năm 2014
Ngày 29 tháng 8 năm 2014, cùng Cổ Cự Cơ, Phương Hạo Văn và Lâm Hân Đồng cử thành liveshow Lạp Khoát

### 2015 - 2017: Thời kỳ ổn định
Năm 2015, cô liên tiếp tung ra các bài hát "Lãng Mạn Đêm Trước" (浪漫前夕) và "Tại Sao Em Phải Yêu Anh" (為何要我愛上你), bài hát trước lọt vào top 3 các bảng xếp hạng âm nhạc lớn, bài hát sau thành hít trên mạng với hơn 4,5 triệu lượt xem.
Tháng 12 năm 2015, tham gia liveshow đêm giao thừa 2016 Audi A3 · QQ Music "Thời Gian Đẹp Nhất" cùng Viên Vịnh Lâm, Vệ Lan, Ngô Vấn Phương, v.v.
Năm 2016, Liên Thi Nhã tham gia show thực tế "Đi Du Lịch Với Mâu Thuẫn" (跟住矛盾去旅行) của ViuTV, cư dân mạng bàn tán vì phát âm tiếng Anh "đặc biệt thuần khiết" của cô mà có biệt danh "Nữ GOD" (nữ thần). Tháng 8 cùng năm, Liên Thi Nhã cử hành concert cá nhân thu vé đầu tiên "Shiga VS Shiga 2016".
Tháng 6 năm 2017, Warner Music kiện công ty quản lý Chủng Tinh Đường của Liên Thi Nhã vì vi phạm hợp đồng, sau đó song phương chấm dứt hợp đồng. Cùng năm phát hành album "Another Me", tập hợp các ca khúc đã thu chưa tung ra. Cùng năm đầu quân cho HMV MUSIC. Tháng 9, Liên Thi Nhã với ca sĩ Trịnh Dung cùng công ty mở concert.

### 2018 - nay: Phát triển hai mảng: ca nhạc - truyền hình
Tháng 12 năm 2018 ra nhập Giải Trí Tinh Mộng, sau đó vào ngày 28 tháng 1 năm 2019, cô ra bài hát đầu tiên sau khi ra nhập Tinh Mộng "Đi Một Mình" (孤身走), là nhạc phim "Độc Cô Thiên Hạ" bản Hồng Kông do TVB mua lại chiếu, bài hát này cũng là bài hát nhạc phim đầu tiên cô hát sau khi chính thức ra mắt. Sau khi gia nhập Tinh Mộng, cô vẫn giữ được lượt xem cao trên YouTube như trước.
Năm 2019, tham gia chương trình thực tế "12 Mùa Hè" cùng Trần Gia Lạc tại Hàn Quốc nhận được nhiều bình luận tích cực.
Năm 2020, Liên Thi Nhã lần đầu tiên đảm nhiệm vai nữ chính thứ hai trong phim truyền hình "Những Người Tôi Từng Yêu", diễn vai bác sĩ sản phụ khoa Phương Thư Văn (Sherman), diễn xuất nhận được nhiều bình luận tích cực. Cô cũng hát ca khúc nhạc chủ đề "Lời Dối Nhỏ" (小謊言), được khán giả đón nhận, cũng vào top 3 "Ca khúc nhạc phim được yêu thích nhất" của Giải thưởng thường niên TVB 2020. Cô cũng vì quay phim với diễn viên Huỳnh Thúy Như, Trần Tự Dao trở thành bạn tốt. Tháng 12 cùng năm, cô hát ca khúc nhạc phim "Câu chuyện tình yêu Hồng Kông" "Chuyện Tình Yêu" (愛情事). Cùng tháng đó bằng bộ phim "Những Người Tôi Từng Yêu" đạt các đề cử "Nữ chính xuất sắc nhất", "Nữ diễn viên TVB được yêu thích nhất tại Malaysia" và "Nữ nhân vật được yêu thích nhất", đồng thời cùng Huỳnh Thúy Như, Trần Tự Dao được đề cử "Ban diễn được yêu thích nhất" tại Lễ trao giải Vạn sao chiếu sáng 2020 của TVB
Tháng 6 năm 2021, cô bộ phim "Nhật ký Trinh Sát Hình Sự" (刑偵日記) cô tham gia được phát sóng,cô trong phim diễn vai chuyên gia pháp y côn trùng học Trương Hiểu Mạn (Dr. Cheung), cũng hát ca khúc nhạc dạo phim "Quá Để Tâm" (太在意), đây là lần đầu tiên cô hát nhạc dạo phim truyền hình. Tháng 8, ra bài hát "Đừng Từ Bỏ Trị Liệu" (別放棄治療).
Tháng 2 năm 2022, đảm nhận vai trò đại sứ giảm stress của show Thanh Mộng Junior. 14 tháng 3 năm 2022, ra bài hát nhạc kết phim chiếu mạng "Hắc Kim Phong Bạo"(黑金風暴) - "Vốn Nên" (本應), song ca cùng Lâm Phong. 28 tháng 3 cùng năm, Shiga hát ca khúc nhạc kết phim "Nữ Pháp Y Cơ Trí" - "Đường Hoang Vắng Anh Ở Bên" (路再荒你在旁). Tháng 4, phim "Tòa Nhà Kim Tiêu 2" (金宵大廈2) của TVB phát sóng, trong phim có Liên Thi Nhã diễn vai Florence Diệp Khoa Vân trong case "Áo Cưới"

## Tác phẩm âm nhạc

### Album cá nhân
| Album # | Tên album                                         | Thể loại album | Công ty phát hành                            | Ngày phát hành | Các bài hát |
| ------- | ------------------------------------------------- | -------------- | -------------------------------------------- | -------------- | --- |
| 1st     | Moment                                            | EP             | Warner Music & Starz People                  | 19.11.2010     | Các bài hát CD 1. 愛太好看 - Tình Yêu Thật Đẹp 2. 灰伯爵的忌廉遐想 - Kem Mộng Mơ Trà Bá Tước 3. 我們的一小時 - Một Giờ Của Chúng Ta 4. A.T.L. 5. I Don't Wanna Be Lonely DVD 1. 灰伯爵的忌廉遐想 - Cây Kem Mộng Mơ Của Bá Tước Tro 2. A.T.L. 3. I Don't Wanna Be Lonely |
| 2nd     | Movin' On                                         | EP             | Warner Music & Starz People                  | 27.11.2012     | Các bài hát CD 1. 讓我享受談戀愛 - Để Em Tận Hưởng Chuyện Tình Yêu 2. I'm Still Loving You 3. 到此為止 - Đến Đây Chấm Dứt 4. 好好過 - Qua Thật Tốt 5. 起跑 - Chạy Đi DVD 1. 讓我享受談戀愛 - Để Em Hưởng Thụ Nói Chuyện Tình Yêu 2. I'm Still Loving You 3. 到此為止 - Đến Đây Chấm Dứt 4. 好好過 - Qua Thật Tốt 5. 起跑 - Chạy Đi |
| 2nd     | Movin' On (CD + DVD + iPhone Case) (bản giới hạn) | EP             | Warner Music                                 | 27.11.2012     | Các bài hát CD 1. 讓我享受談戀愛 - Để Em Tận Hưởng Chuyện Tình Yêu 2. I'm Still Loving You 3. 到此為止 - Đến Đây Chấm Dứt 4. 好好過 - Qua Thật Tốt 5. 起跑 - Chạy Đi DVD 1. 讓我享受談戀愛 - Để Em Hưởng Thụ Nói Chuyện Tình Yêu 2. I'm Still Loving You 3. 到此為止 - Đến Đây Chấm Dứt 4. 好好過 - Qua Thật Tốt 5. 起跑 - Chạy Đi |
| 3rd     | Once Said                                         | EP             | Warner Music & Starz People                  | 31.07.2014     | Các bài hát 1. 說一句 - Nói Một Cậu 2. 不要不記得 - Không Cần Không Nhớ 3. 只要和你在一起 - Chỉ Muốn Cùng Anh Ở Cùng Nhau 4. Come On 5. 時間開的玩笑 - Trò Đùa Thời Gian 6. （給我）說一句 - (Cho Tôi) Nói Một Câu |
| 4th     | 大了一歲 Lớn Thêm Một Tuổi                        | EP             | Warner Music & Starz People                  | 04.09.2015     | Các bài hát 1. 水星逆行 - Sao Thủy Ngược Dòng 2. 浪漫前夕 - Lãng Mạn Đêm Trước 3. 為何要我愛上你 - Tại Sao Muốn Em Yêu Anh 4. 等到Sunday就Call你 - Đợi Đến Chủ Nhật Rồi Gọi Anh 5. 大了一歲 - Lớn Thêm Một Tuổi 6. 乖乖聽話 - Ngoan Ngoãn Nghe Lời |
| 5th     | Another me                                        | EP             | Warner Music & Starz People                  | 09.06.2017     | Các bài hát 1. 不意外的意外 - Tai Nạn Dự Sẵn 2. 血一般紅 - Đỏ Như Máu 3. 一走了之 - Một Đi Đã Đến 4. 舊街角 - Góc Đường Cũ |
| 6th     |                                                   |                | Starz People & The Voice Entertainment Group | --.--.20--     | Các bài hát 1. 不甘示弱 - Không Chịu Yếu Kém Feat. Trắc Điền 2. 說分手 - Nói Chia Tay 3. 孤身走 - Đi Một Mình （nhạc đầu "Độc Cô Thiên Hạ" bản TVB） 4. 過路人 - Người Qua Đường (nhạc kết phim chiếu mạng "Phái Đẹp Quận Trung Hoàn") 5. 小謊言 - Lời Dối Nhỏ (nhạc đầu phim truyền hình TVB "Những Người Tôi Từng Yêu") 6. 愛情事 - Chuyện Tình Yêu (nhạc đầu phim truyền hình TVB "Chuyện Tình Hồng Kông") 7. 太在意 - Quá Để Tam (nhạc dạo phim truyền hình TVB "Nhật Ký Trinh Sát Hình Sự"） 8. 別放棄治療 - Đừng Từ Bỏ Trị Liệu 9. 路再荒你在旁 - Đường Hoang Vắng, Anh Ở Bên (Nhạc kết phim "Cơ Trí Nữ Pháp Y" bản TVB) 10. 不會有事的 - Sẽ Không Có Chuyện Đâu (Đến Đây Chấm Dứt bản tiếng Phổ thông) |

### Album khác
| Tên album                    | Thể loại album | Công ty phát hành | Ngày phát hành | Các bài hát |
| ---------------------------- | -------------- | ----------------- | -------------- | --- |
| Shiga 連詩雅 - 月刊NEO Shiga | Sách ảnh+DVD   | Warner Music      | 28.06.2013     | Các bài hát DVD 1. 愛太好看 - Tình Yêu Thật Đẹp 2. 讓我享受談戀愛 - Để Em Hưởng Thụ Nói Chuyện Tình Cảm 3. I Don't Wanna Be Lonely 4. 好好過 - Qua Thật Tốt 5. Torn 6. 愛我別走 - Yêu Em Đừng Đi 7. 別說話 - Đừng Nói Nữa 8. 灰伯爵的忌廉遐想 - Góc Thềm Mộng Mơ Của Bá Tước Tro 9. I'm Still Loving You 10. 起跑 - Chạy Đi 11. 到此為止 - Đến Đây Chấm Dứt |

### Album kỹ thuật số
| Album # | Loại hình album | Công ty phát hành                           | Tên album                                                                                 | Ngày phát hành | Các bài hát |
| ------- | --------------- | ------------------------------------------- | ----------------------------------------------------------------------------------------- | -------------- | --- |
| 1st     | Đĩa đơn iTunes  | Warner Music                                | 灰伯爵的忌廉遐想 Kem Mộng Mơ Của Trà Bá Tước                                              | 05.07.2010     | |
| 2nd     | Đĩa đơn iTunes  | Warner Music                                | A.T.L.                                                                                    | 13.09.2010     | |
| 3rd     | Đĩa đơn iTunes  | Warner Music                                | I Don't Wanna Be Lonely                                                                   | 07.10.2010     | |
| 4th     | Đĩa đơn iTunes  | Warner Music                                | 愛太好看 Tình Yêu Thật Đẹp                                                                | 18.11.2010     | |
| 5th     | Đĩa đơn iTunes  | Warner Music                                | 讓我享受談戀愛 Để Em Tận Hưởng Chuyện Tình Yêu                                            | 09.07.2011     | |
| 6th     | Đĩa đơn iTunes  | Warner Music                                | I'm Still Loving You (Nhạc chủ đề phim điện ảnh "Lan Quế Phường")                         | 01.11.2011     | |
| 7th     | Đĩa đơn iTunes  | Warner Music                                | 到此為止 Đến Đây Chấm Dứt                                                                 | 24.02.2012     | |
| 8th     | Đĩa đơn iTunes  | Warner Music                                | 好好過 Sống Thật Tốt                                                                      | 25.09.2012     | |
| 9th     | Đĩa đơn iTunes  | Warner Music                                | Love Out Loud                                                                             | 03.07.2012     | Các bài hát 1. Love Out Loud（Dear Jane & Liên Thi Nhã） 2. Yellow Fever（Liên Thi Nhã） 3. 到此為止（Dear Jane） |
| 10th    | Đĩa đơn iTunes  | Warner Music                                | I'm Still Loving You (Full Version)                                                       | 08.27.2013     | |
| 11th    | Đĩa đơn iTunes  | Warner Music                                | 起跑 Chạy Đi                                                                              | 20.11.2012     | |
| 12th    | Đĩa đơn iTunes  | Warner Music                                | 不要不記得 Không Cần Không Nhớ                                                            | 27.08.2013     | |
| 13th    | Đĩa đơn iTunes  | Warner Music                                | 只要和你在一起 Chỉ Muốn Ở Cùng Bên Anh                                                    | 06.01.2014     | |
| 14th    | Đĩa đơn iTunes  | Warner Music                                | Come On                                                                                   | 13.05.2014     | |
| 15th    | Đĩa đơn iTunes  | Warner Music                                | 時間開的玩笑 Trò Đùa Thời Gian (tiếng Phổ thông)                                          | 20.07.2014     | |
| 16th    | Đĩa đơn iTunes  | Warner Music                                | 水星逆行 Sao Thủy Ngược Dòng                                                              | 28.10.2014     | |
| 17th    | Đĩa đơn iTunes  | Warner Music                                | 日落日出 Mặt Trời Mọc Mặt Trời Lặn (Remixes)                                              | 12.2.2014      | Các bài hát Tất cả phiên bản dưới đây cùng Châu Bách Hào hợp xướng： 1. 日落日出 / Mặt Trời Mọc Mặt Trời Lặn 2. 日落日出 / Mặt Trời Mọc Mặt Trời Lặn（Christmas Morning Remix） 3. 日落日出 / Mặt Trời Mọc Mặt Trời Lặn（Christmas Evening Remix） |
| 18th    | iTunes EP       | Warner Music                                | iTunes Session                                                                            | 16.12.2014     | Các bài hát 1. 到處留情 / Khắp Nơi Nể Tình 2. 不拖不欠 / Không Kéo Không Nợ 3. 心寒 / Đau Lòng 4. When You're Gone 5. First Love 6. Beautiful Love                                                                                                 |
| 19th    | Đĩa đơn iTunes  | Warner Music                                | 浪漫前夕 Lãng Mạn Đêm Trước                                                               | 08.02.2015     | |
| 20th    | Đĩa đơn iTunes  | Warner Music                                | 為何要我愛上你 Tại Sao Muốn Em Yêu Anh                                                    | 28.04.2015     | |
| 21st    | Đĩa đơn iTunes  | Warner Music                                | 等到Sunday就Call你 Đợi Đến Chủ Nhật Rồi Gọi Anh                                           | 17.07.2015     | |
| 22nd    | Đĩa đơn iTunes  | Warner Music                                | 舊街角 Góc Đường Cũ                                                                       | 11.12.2015     | |
| 23rd    | Đĩa đơn iTunes  | Warner Music                                | 血一般紅 Máu Đỏ Như Thường                                                                | 05.04.2016     | |
| 24th    | Đĩa đơn iTunes  | Warner Music                                | 一走了之 Dứt Áo Ra Đi                                                                     | 11.07.2016     | |
| 25th    | Đĩa đơn iTunes  | Warner Music                                | 不意外的意外 Tai Nạn Dự Sẵn                                                               | 22.03.2017     | |
| 26th    | iTunes EP       | Warner Music                                | Another Me                                                                                | 09.06.2017     | Các bài hát 1. 不意外的意外 / Tai Nạn Dữ Sẵn 2. 血一般紅 / Đỏ Như Máu 3. 一走了之 / Một Đi Đã Đến 4. 舊街角 / Góc Đường Cũ |
| 27th    | Đĩa đơn iTunes  | HMV Music                                   | 不甘示弱 Không Chịu Yếu Kém (ft. Trắc Điền)                                               | 21.08.2017     | |
| 28th    | Đĩa đơn iTunes  | HMV Music                                   | 不会有事的 Sẽ Không Có Chuyện Đâu (tiếng Phổ thông)                                       | 30.11.2017     | |
| 29th    | Đĩa đơn iTunes  | The Voice Entertainment Group               | 孤身走 Đi Một Mình (nhạc chủ đề phim truyền hình "Độc Cô Thiên Hạ" bản TVB)               | 28.01.2019     | |
| 30th    | Đĩa đơn iTunes  | Starz Track / The Voice Entertainment Group | 過路人 Người Qua Đường (Nhạc kết phim chiếu mạng "Phái Đẹp Quận Trung Hoàn")              | 21.06.2019     | |
| 31st    | Đĩa đơn iTunes  | Starz Track / The Voice Entertainment Group | 说分手 Nói Chia Tay                                                                       | 12.11.2019     | |
| 32nd    | Đĩa đơn iTunes  | Starz Track / The Voice Entertainment Group | 小謊言 Lời Dối Nhỏ (Nhạc chủ đề phim truyền hình TVB "Những Người Tôi Từng Yêu")          | 09.06.2020     | |
| 33rd    | Đĩa đơn iTunes  | Starz Track / The Voice Entertainment Group | 愛情事 Chuyện Tình Yêu (Nhạc chủ đề phim truyền hình TVB "Câu Chuyện Tình Yêu Hồng Kông") | 07.12.2020     | |
| 34th    | Đĩa đơn iTunes  | Starz Track / The Voice Entertainment Group | 太在意 Quá Để Tâm (Nhạc dạo phim truyền hình TVB "Nhật Ký Trinh Sát Hình Sự")             | 28.06.2021     | |
| 35th    | Đĩa đơn iTunes  | Starz Track / The Voice Entertainment Group | 別放棄治療 Đừng Tử Bỏ Trị Liệu                                                            | 02.08.2021     | |
| 36th    | Đĩa đơn iTunes  | Warner Music                                | 本應 Vốn Nên (Nhạc kết phim chiếu mạng "Hắc Kim Phong Bạo")                               | 14.03.2022     | |
| 37th    | Đĩa đơn iTunes  | Starz Track / The Voice Entertainment Group | 路再荒你在旁 Đường Hoang Vắng, Anh Ở Bên (Nhạc kết phim "Cơ Trí Nữ Pháp Y" bản TVB)       | 28.03.2022     | |

### Bài hát khác
- 2007：窗外 / Ngoài Cửa Sổ（nhạc chủ đề phim truyền hình《Làn Sóng Thanh Xuân》）
- 2014：琉璃若夢 / Lưu Ly Nhược Mộng（nhạc chủ đề game《Tân Thiên Long Bát Bộ Online》）
- 2015：Mr.Rainbow (hợp xướng với Từ Lãng, thu âm trong album 《Tôi》của Từ Lãng)
- 2016：Over Over - Dear John (Vệ Lan, Vệ Thi, Liên Thi Nhã, Tăng Nhược Hoa)
- 2016：K.O.L. - Dear John (Vệ Lan, Vệ Thi, Liên Thi Nhã, Tăng Nhược Hoa)
- 2016：Lovesick - Dear John (Vệ Lan, Vệ Thi, Liên Thi Nhã, Tăng Nhược Hoa)

### Thành tích ca khúc phát đài
Ghi chú: các ca khúc phát đài danh nghĩa nhóm, xem tại Dear John
| Thành tích ca khúc phát đài (Tứ đài)  | Thành tích ca khúc phát đài (Tứ đài)                          | Thành tích ca khúc phát đài (Tứ đài) | Thành tích ca khúc phát đài (Tứ đài) | Thành tích ca khúc phát đài (Tứ đài) | Thành tích ca khúc phát đài (Tứ đài) | Thành tích ca khúc phát đài (Tứ đài) | Thành tích ca khúc phát đài (Tứ đài) |
| ------------------------------------- | ------------------------------------------------------------- | ------------------------------------ | ------------------------------------ | ------------------------------------ | ------------------------------------ | --- | --- |
| Album                                 | Ca khúc                                                       | 903                                  | RTHK                                 | 997                                  | TVB                                  | Ghi chú | Ghi chú |
| 2010                                  |                                                               |                                      |                                      |                                      |                                      | | |
| Moment                                | 灰伯爵的忌廉遐想 Kem Mộng Mơ Trà Bá Tước                      | 6                                    | 6                                    | 4                                    | ×                                    | | |
| Moment                                | I Don't Wanna Be Lonely                                       | 8                                    | 14                                   | 7                                    | ×                                    | | |
| Moment                                | 愛太好看 Tình Yêu Thật Đẹp                                    | -                                    | -                                    | 4                                    | ×                                    | | |
| 2011                                  |                                                               |                                      |                                      |                                      |                                      | | |
| Movin' On                             | 讓我享受談戀愛 Để Em Tận Hưởng Chuyện Tfinh Yêu               | 14                                   | -                                    | 5                                    | ×                                    | | |
| 2012                                  |                                                               |                                      |                                      |                                      |                                      | | |
| Movin' On                             | 到此為止 Đến Đây Chấm Dứt                                     | 7                                    | 3                                    | 4                                    | ×                                    | | |
| Movin' On                             | 好好過 Sống Thật Tốt                                          | 3                                    | 10                                   | 3                                    | ×                                    | Nhạc dạo phim điện ảnh "Lan Quế Phường 2" | Nhạc dạo phim điện ảnh "Lan Quế Phường 2" |
|                                       | Love Out Loud                                                 | -                                    | -                                    | -                                    | ×                                    | Hợp tác cùng Dear Jane | Hợp tác cùng Dear Jane |
| Movin' On                             | 起跑 Chạy Đi                                                  | 2                                    | 1                                    | 2                                    | ×                                    | Bài hát đầu tiên được quán quân | Bài hát đầu tiên được quán quân |
| 2013                                  |                                                               |                                      |                                      |                                      |                                      | | |
| Once Said                             | 說一句 Nói Một Câu                                            | 1                                    | 1                                    | 1                                    | ×                                    | Bài hát đầu tiên được quán quân ba đàiBản khác（給我）說一句 | Bài hát đầu tiên được quán quân ba đàiBản khác（給我）說一句 |
| Once Said                             | 不要不記得 Không Cần Không Nhớ                                | 3                                    | -                                    | 3                                    | ×                                    | | |
| 2014                                  |                                                               |                                      |                                      |                                      |                                      | | |
| Once Said                             | 只要和你在一起 Chỉ Muốn Ở Cùng Bên Anh                        | 4                                    | 1                                    | 1                                    | 1                                    | Bài hát thứ hai được quán quân ba đài | Bài hát thứ hai được quán quân ba đài |
| Once Said                             | Come On                                                       | 2                                    | 1                                    | 2                                    | 1                                    | | |
| Once Said                             | 時間開的玩笑 Trò Đùa Thời Gian                                | 2                                    | 5                                    | -                                    | -                                    | Tân Thành Quốc Ngữ Lực：2 TVB8：1 | Tân Thành Quốc Ngữ Lực：2 TVB8：1 |
| 大了一歲 Lớn Thêm Một Tuổi            | 水星逆行 Sao Thủy Ngược Dòng                                  | 1                                    | 5                                    | 3                                    | -                                    | | |
|                                       | 日落日出 Mặt Trời Mọc, Mặt Trời Lặn (Christmas Morning Remix) | 17                                   | -                                    | 4                                    | ×                                    | Hợp tác cùng Châu Bách Hào Lên bảng năm mới | Hợp tác cùng Châu Bách Hào Lên bảng năm mới |
| iTunes Session                        | 心寒 Đắng Lòng                                                | -                                    | -                                    | 3                                    | ×                                    | Hát lại tác phẩm của Đặng Kiện Hoằng | Hát lại tác phẩm của Đặng Kiện Hoằng |
| 2015                                  |                                                               |                                      |                                      |                                      |                                      | | |
| 大了一歲 Lớn Thêm Một Tuổi            | 浪漫前夕 Lãng Mạn Đêm Trước                                   | 2                                    | 3                                    | 3                                    | 3                                    | | |
| 大了一歲 Lớn Thêm Một Tuổi            | 為何要我愛上你 Tại Sao Muốn Em Yêu Anh                        | 11                                   | 3                                    | 3                                    | 4                                    | | |
| 大了一歲 Lớn Thêm Một Tuổi            | 等到Sunday就Call你 Đợi Đến Chủ Nhật Thì Gọi Anh               | 4                                    | -                                    | 2                                    | 7                                    | | |
| 大了一歲 Lớn Thêm Một Tuổi            | 大了一歲 Lớn Thêm Một Tuổi                                    | -                                    | 3                                    | 2                                    | -                                    | | |
| Another Me                            | 舊街角 Góc Đường Cũ                                           | 1                                    | 3                                    | 1                                    | -                                    | DBC Hoa ngữ chỉ số thịnh hành ca khúc: 2 | DBC Hoa ngữ chỉ số thịnh hành ca khúc: 2 |
| 2016                                  |                                                               |                                      |                                      |                                      |                                      | | |
| Another Me                            | 血一般紅 Máu Đỏ Như Thường                                    | 2                                    | 3                                    | 3                                    | -                                    | DBC Hoa ngữ chỉ số thịnh hành ca khúc: 1 | DBC Hoa ngữ chỉ số thịnh hành ca khúc: 1 |
| Another Me                            | 一走了之 Dứt Áo Ra Đi                                         | 12                                   | 3                                    | 4                                    | -                                    | | |
| 2017                                  |                                                               |                                      |                                      |                                      |                                      | | |
| Another Me                            | 不意外的意外 Tai Nạn Dự Sẵn                                   | 11                                   | 10                                   | 2                                    | -                                    | hmv PLAY bảng xếp hạng tuần bài hát mới: 1 | hmv PLAY bảng xếp hạng tuần bài hát mới: 1 |
|                                       | 不甘示弱 Không Chịu Yếu Kém                                   | 17                                   | 14                                   | -                                    | -                                    | Hợp tác với Trắc Điền hmv PLAY bảng xếp hạng tuần bài hát mới: 1 | Hợp tác với Trắc Điền hmv PLAY bảng xếp hạng tuần bài hát mới: 1 |
| 2019                                  |                                                               |                                      |                                      |                                      |                                      | | |
|                                       | 孤身走 Đi Một Mình                                            | -                                    | 2                                    | 2                                    | 1                                    | Nhạc chủ đề phim TVB mua chiếu lại "Độc Cô Thiên Hạ" Canada HIT Bảng xếp hạng ca khúc tiếng Hoa: 6 Bảng xếp hạng MY ASTRO：7                                             | Nhạc chủ đề phim TVB mua chiếu lại "Độc Cô Thiên Hạ" Canada HIT Bảng xếp hạng ca khúc tiếng Hoa: 6 Bảng xếp hạng MY ASTRO：7 |
|                                       | 過路人 Người Qua Đường                                        | -                                    | 2                                    | 3                                    | 1                                    | Nhạc kết phim "Phái Đẹp Quận Trung Hoàn" Bảng xếp hạng KKBOX đơn khúc đia phương + bài hát mới của tuần：1 Canada HIT Bảng xếp hạng ca khúc tiếng Hoa: 4                 | Nhạc kết phim "Phái Đẹp Quận Trung Hoàn" Bảng xếp hạng KKBOX đơn khúc đia phương + bài hát mới của tuần：1 Canada HIT Bảng xếp hạng ca khúc tiếng Hoa: 4 |
|                                       | 說分手 Nói Chia Tay                                           | -                                    | 2                                    | -                                    | 1                                    | Canada HIT Bảng xếp hạng ca khúc tiếng Hoa：2 Bảng xếp hạng KKBOX bài hát mới đia phương của tuần：4 Bảng xếp hạng MY ASTRO：12 Bảng xếp hạng 988 tinh thái thanh thế：5 | Canada HIT Bảng xếp hạng ca khúc tiếng Hoa：2 Bảng xếp hạng KKBOX bài hát mới đia phương của tuần：4 Bảng xếp hạng MY ASTRO：12 Bảng xếp hạng 988 tinh thái thanh thế：5 |
| Thành tích ca khúc phát đài (Ngũ đài) |                                                               |                                      |                                      |                                      |                                      | | |
| Album                                 | Ca khúc                                                       | 903                                  | RTHK                                 | 997                                  | TVB                                  | ViuTV | Ghi chú |
| 2020                                  |                                                               |                                      |                                      |                                      |                                      | | |
|                                       | 小謊言 Lời Dối Nhỏ                                            | -                                    | 2                                    | 2                                    | 1                                    | × | Nhạc đầu phim truyền hình TVB "Những Người Tôi Từng Yêu" Canada HIT Bảng xếp hạng ca khúc tiếng Hoa：6 Bảng xếp hạng MY ASTRO：5 Bảng xếp hạng Mỹ quốc tinh đảo：3 Bảng xếp hạng bài hát tiếng Quảng phát đài radio Quảng Đông：1 Bảng xếp hạng KKBOX bài hát mới địa phương của tuần：1 JOOX được địa phương nghe nhiều：1 Bảng xếp hạng MusicOne：1 MOOV ca khúc mới địa phương + TOP 100 ngày ngày nghe bài hát mới：1 |
|                                       | 愛情事 Chuyện Tình Yêu                                        | -                                    | 3                                    | 3                                    | 1                                    | × | Nhạc chủ đề phim truyền hình TVB "Câu Chuyện Tình Yêu Hồng Kông" Canada HIT Bảng xếp hạng ca khúc tiếng Hoa: 3 |
| 2021                                  |                                                               |                                      |                                      |                                      |                                      | | |
|                                       | 太在意 Quá Để Tâm                                             | ×                                    | ×                                    | ×                                    | 2                                    | × | Nhạc dạo phim truyền hình TVB "Nhật Ký Trinh Sát Hình Sự" |
|                                       | 別放棄治療 Đừng Từ Bỏ Trị Liệu                                | -                                    | 2                                    | 2                                    | 1                                    | × | Canada HIT Bảng xếp hạng ca khúc tiếng Hoa：9 Bảng xếp hạng Simple Music Chart: 1 |
| 2022                                  |                                                               |                                      |                                      |                                      |                                      | | |
|                                       | 路再荒你在旁 Đường Hoang Vắng, Anh Ở Bên                      | ×                                    | ×                                    | ×                                    | 3*                                   | × | (Nhạc kết phim "Cơ Trí Nữ Pháp Y" bản TVB) |

| Tổng số ca khúc quán quân các đài | Tổng số ca khúc quán quân các đài | Tổng số ca khúc quán quân các đài | Tổng số ca khúc quán quân các đài | Tổng số ca khúc quán quân các đài | Tổng số ca khúc quán quân các đài                             | Tổng số ca khúc quán quân các đài                             |
| --------------------------------- | --------------------------------- | --------------------------------- | --------------------------------- | --------------------------------- | ------------------------------------------------------------- | ------------------------------------------------------------- |
| Bốn đàia                          | 903                               | RTHK                              | 997                               | TVB                               | Ghi chú                                                       | Ghi chú                                                       |
| Bốn đàia                          | 3                                 | 4                                 | 3                                 | 8                                 | Số ca khúc quán quân ba đài: 2Số ca khúc quán quân bốn đài: 0 | Số ca khúc quán quân ba đài: 2Số ca khúc quán quân bốn đài: 0 |
| Năm đàib                          | 903                               | RTHK                              | 997                               | TVB                               | ViuTV                                                         | Ghi chú                                                       |
| Năm đàib                          | 0                                 | 0                                 | 0                                 | 3                                 | 0                                                             | Số ca khúc quán quân năm đài: 0                               |

- （*） Đang lên bảng
- （-） Không thể lên bảng
- （×） Không có ghi chú phát đài
- （(1)） Quán quân hai tuần
- Chú giải a: bao gồm các ca khúc quán quân từ sau năm 2020
- Chú giải b: 2020 về trước

### Music video
| Ca khúc                              | Đạo diễn                  | Ngày phát hành Youtube | Ghi chú                                                            |
| ------------------------------------ | ------------------------- | ---------------------- | ------------------------------------------------------------------ |
| 灰伯爵的忌廉遐想 trên YouTube        | FatBallSlim               | 27.07.2010             |                                                                    |
| A.T.L. trên YouTube                  | FatBallSlim               | 14.09.2010             |                                                                    |
| I Don't Wanna Be Lonely trên YouTube | FatBallSlim               | 08.10.2010             | Diễn cùng Châu Bách Hào                                            |
| 讓我享受談戀愛 trên YouTube          | Châu Bách Hào, YAMANYAMO  | 15.08.2011             |                                                                    |
| 到此為止 trên YouTube                | YAMANYAMO                 | 14.03.2012             |                                                                    |
| 好好過 trên YouTube                  | 麥曦茵 Mạch Hy Nhân       | 05.07.2012             |                                                                    |
| I'm Still Loving You trên YouTube    | FatBallSlim, Ng Yan       | 19.10.2012             |                                                                    |
| 起跑 trên YouTube                    | FatBallSlim, hoyingraphix | 21.11.2012             |                                                                    |
| 說一句 trên YouTube                  |                           | 09.05.2013             |                                                                    |
| 不要不記得 trên YouTube              | Heison Ng                 | 27.08.2013             |                                                                    |
| 只要和你在一起 trên YouTube          | Heison Ng                 | 21.01.2014             | Quay ở Đài Loan Diễn cùng Jude Chen                                |
| Come On trên YouTube                 | WY Chan                   | 16.05.2014             |                                                                    |
| 時間開的玩笑 trên YouTube            | YAMANYAMO                 | 30.06.2014             |                                                                    |
| 水星逆行 trên YouTube                | Heison Ng                 | 27.10.2014             | Diễn cùng Jude Chen Phần tiếp MV《只要和你在一起》                 |
| 浪漫前夕 trên YouTube                | Heison Ng                 | 05.02.2015             |                                                                    |
| 為何要我愛上你 trên YouTube          | 莊少榮 Trang Thiếu Vinh   | 28.04.2015             | Liên Thi Nhã lần đầu tiên tham gia sáng tác câu chuyện             |
| 等到Sunday就Call你 trên YouTube      | Heison Ng                 | 17.07.2015             | Quay ở Los Angeles, Mỹ                                             |
| 大了一歲 trên YouTube                | Heison Ng                 | 04.09.2015             | Quay ở Los Angeles, Mỹ                                             |
| 乖乖聽話 trên YouTube                | Heison Ng                 | 06.11.2015             |                                                                    |
| 舊街角 trên YouTube                  | Mixson Wong               | 30.12.2015             |                                                                    |
| 血一般紅 trên YouTube                | Heison Ng Emma Cheung     | 07.04.2016             |                                                                    |
| 一走了之 trên YouTube                | Heison Ng                 | 11.07.2016             |                                                                    |
| 不意外的意外 trên YouTube            | Larn                      | 23.03.2017             | Không diễn                                                         |
| 不甘示弱 trên YouTube                | Dick Wong                 | 15.09.2017             | MV đầu tiên sau khi gia nhập HMV Music                             |
| 孤身走 trên YouTube                  |                           | 28.01.2019             | MV đầu tiên sau khi gia nhập The Voice Ent Diễn cùng Chung Tuấn Hy |
| 過路人 trên YouTube                  | JUDE                      | 17.07.2019             | Châu Bách Hào diễn xuất đặc biệt                                   |
| 說分手 trên YouTube                  | 詹可達@DFN Chiêm Khả Đạt  | 21.11.2019             |                                                                    |
| 小謊言 trên YouTube                  | 詹可達@DFN Chiêm Khả Đạt  | 09.06.2020             |                                                                    |
| 愛情事 trên YouTube                  | 詹可達@DFN Chiêm Khả Đạt  | 07.12.2020             |                                                                    |
| 太在意 trên YouTube                  | 詹可達@DFN Chiêm Khả Đạt  | 28.06.2021             |                                                                    |
| 別放棄治療 trên YouTube              | Liên Thi Nhã              | 02.08.2021             | Liên Thi Nhã lần đầu tiên đảm nhiệm vai trò đạo diễn MV            |

### Lyrics video
| Ca khúc                 | Ngày phát hành Youtube |
| ----------------------- | ---------------------- |
| 到此為止 trên YouTube   | 08.02.2012             |
| 說一句 trên YouTube     | 09.04.2013             |
| 舊街角 trên YouTube     | 18.12.2015             |
| 不會有事的 trên YouTube | 01.12.2017             |

## Tác phẩm diễn xuất

### Phim truyền hình
| Năm        | Đài truyền hình | Tên phim                                                                            | Vai diễn                                  | Ghi chú                                |
| ---------- | --------------- | ----------------------------------------------------------------------------------- | ----------------------------------------- | -------------------------------------- |
| 2007       | ATV             | 激流青春 Làn Sóng Thanh Xuân                                                        | 思齊 Tư Tề                                |                                        |
| 2011       | RTHK            | 輕狂歲月 - 五個買樓的少年 Tháng Năm Khinh Cuồng - Năm Thiếu Niên Mua Nhà            | Suki                                      |                                        |
| 2013       | RTHK            | 申訴 Thân Tố                                                                        | Amy                                       |                                        |
| 2017       | RTHK            | 反斗英語2017 - 美容博客與保鏢 Đấu Lại Tiếng Anh 2017 - Khách Tiệm Làm Đẹp Và Bảo Vệ | Ivy                                       |                                        |
| 2017       | TVB             | 使徒行者 Sứ Đồ Hành Giả 2                                                           | 張玉瑄 Trương Ngọc Tuyên (阿攣 / A Luyên) |                                        |
| 2018       | RTHK            | 運輸背後 - 一路平安 Phía Sau Vận Chuyển - Nhất Lộ Bình An                           | Nhân viên điều tra vận chuyển             |                                        |
| 2020       | TVB             | 那些我愛過的人 Những Người Tôi Từng Yêu                                             | 方書文 Phương Thư Văn (Sherman)           | Đề cử tại Lễ trao giải thường niên TVB |
| 2020       | TVB             | 使徒行者3 Sứ Đồ Hành Giả 3                                                          | 張玉瑄 Trương Ngọc Tuyên (阿攣 / A Luyên) |                                        |
| 2021       | TVB             | 刑偵日記 Hình Trinh Nhật Ký                                                         | 張曉蔓 Trương Hiểu Mạn                    |                                        |
| 2022       | TVB             | 金宵大廈 2 Tòa Nhà Kim Tiêu 2                                                       | 葉科雲 Diệp Khoa Vân (Florence)           |                                        |
| 2022       | HK Open TV      | 黑金風暴 Hắc Kim Phong Bạo                                                          | 藤慧珊 Đằng Tuệ San (chị San)             |                                        |
| 2022       | CCTV            | 獅子山下情 Sư Tử Sơn Hạ · Tình                                                      | 董千雪 Đổng Thiên Tuyết                   |                                        |
| Chưa chiếu | Fantastic TV    | 分手100天 Chia Tay 100 Ngày                                                         |                                           |                                        |
| Chưa chiếu | TVB             | 旁觀者 Kẻ Bàng Quan                                                                 | 張柏妍 Trương Bách Nghiên                 |                                        |
| Chưa chiếu | TVB             | 法證先鋒V Bằng Chứng Thép V                                                         |                                           |                                        |

### Phim chiếu mạng
| Năm  | Kênh chiếu | Tên phim                                                | Vai diễn                      | Ghi chú                          |
| ---- | ---------- | ------------------------------------------------------- | ----------------------------- | -------------------------------- |
| 2015 | LETV       | 天才在左，瘋子在右 Thiên tài bên trái, kẻ điên bên phải | 丁麗娜 Đinh Lệ Na (Hoa Tử)    | Khách mời                        |
| 2018 | Netflix    | 性敢中環 Phái Đẹp Quận Trung Hoàn                       | Annie                         | Tháng 2 năm 2020 phát trên ViuTV |
| 2022 | Youku      | 黑金風暴 Hắc Kim Phong Bạo                              | 藤慧珊 Đằng Tuệ San (chị San) |                                  |
| 2022 | Tencent    | 獅子山下情 Sư Tử Sơn Hạ · Tình                          | 董千雪 Đổng Thiên Tuyết       |                                  |

### Phim điện ảnh
| Năm  | Tên phim                                                   | Vai diễn                         | Vai trò              |
| ---- | ---------------------------------------------------------- | -------------------------------- | -------------------- |
| 2009 | 短暫的生命 Sinh Mạng Ngắn Ngủi                             | 路芙 Lộ Phù (khách mời bữa tiệc) | Diễn viên quần chúng |
| 2011 | 喜愛夜蒲 Lan Quế Phường                                    | Jennifer                         | Nữ chính             |
| 2012 | 喜愛夜蒲2 Lan Quế Phường 2                                 | Summer                           | Nữ chính             |
| 2013 | 第一次不是你 Lần Đầu Tiên Không Phải Anh                   | 琪琪 Kỳ Kỳ                       | Khách mời            |
| 2013 | 溝女不離三兄弟 Ba Anh Em Tán Gái Không Rời                 | 白菊花 Bạch Cúc Hoa              | Nữ chính             |
| 2014 | Delete愛人 Delete Người Yêu                                | 蘇波榮助手 Trợ thủ Tô Ba Vinh    | Khách mời            |
| 2015 | 宅男女神殺人狂 Trạch Nam Nữ Thần Sát Nhân Điên Cuồng       | 雅詩 Nhã Thi                     | Nữ chính             |
| 2015 | 沒女神探 Thám Tử Tình Yêu                                  | 波波 Baba                        | Nữ chính thứ ba      |
| 2015 | 吉祥酒店 Khách Sạn Ma Quỷ                                  | 陳小蝶 Trần Tiểu Điệp            | Nữ chính             |
| 2016 | 我老婆係明星 Bà Xã Tôi Là Minh Tinh                        | 美女 Mỹ nữ                       | Khách mời            |
| 2017 | 西謊極落之太爆太子太空艙 The Sinking City: Capsule Odyssey | 韻怡 Vận Di                      | Khách mời            |
| 2017 | 光影之戰 Quang Ảnh Chi Chiến 2                             | 幽子 U Tử                        | Diễn xuất đặc biệt   |
| 2017 | 春嬌救志明 Xuân Kiều Cứu Chí Minh                          | Veronica                         | Khách mời            |
| 2020 | 無間行者之生死潛行 Vô Gian Hành Giả: Sinh Tử Tiềm Hành     | 林倩揚 Lâm Sảnh Duơng            | Nữ phụ               |

### Phim ngắn
| Năm  | Tên phim                                                      | Vai diễn             |
| ---- | ------------------------------------------------------------- | -------------------- |
| 2012 | 物語女子之泡泡紙女孩 Vật Ngữ Nữ Tử Phần Cô Gái Giấy Bong Bóng | Kenji                |
| 2012 | 茶木邂逅 Trà Mộc Gặp Gỡ                                       |                      |
| 2012 | 最佳「響」友 「Hưởng」Hữu Xuất Sắc Nhất                       | Shiga                |
| 2012 | 王家慧 Vương Gia Tuệ                                          | 王家慧 Vương Gia Tuệ |
| 2013 | 熱鍊蜜 Nhiệt Luyện Mật                                        | Shiga                |
| 2013 | 好奇不滅 Hiếu Kỳ Bất Diệt                                     |                      |
| 2015 | 如果...可以 Nếu Như...Có Thể                                  | 阿詩 A Thi           |
| 2017 | 周柏豪 / Châu Bách Hào One Step Closer Chapter 2              | Shiga                |
| 2021 | 瑪莉亞的悔改 Sự Hối Cải Của Maria                             | Maria                |

### Show thực tế
| Năm  | Đài truyền hình | Tên show                                          |
| ---- | --------------- | ------------------------------------------------- |
| 2015 | HKonlineTV      | 華納星聲鬥 / Sao Warner Thanh Đấu                 |
| 2016 | ViuTV           | 跟住矛盾去旅行 / Đi Du Lịch Với Những Mâu Thuẫn   |
| 2017 | ViuTV           | Baby Rider                                        |
| 2018 | TVB             | 大玩特玩復活篇 / Chơi Lớn Chơi Độc Phần Phục Hoạt |
| 2019 | TVB             | 12個夏天 / 12 Mùa Hè                              |

### Biểu diễn dàn dựng
- 22.03.2013：《YOURS紅人館百家店簽名會》: Khách mời ký tên
- 23.03.2013：《PT-Maxi之第十四屆YOURS紅人館歌唱大賽總決賽》: Khách mời biểu diễn

### Kịch sân khấu
- 2012：《波音情人 / Ba Âm Tình Nhân》 vai Junko

### Concert
- 22.06.2012：《圍你音樂會》/ 《Concert Ôm Bạn》
- 30.09.2012：《連詩雅 x Dear Jane LOVE OUT LOUD(LOL)音樂會 2012》/ 《Liên Thi Nhã x Dear Jane LOVE OUT LOUD(LOL) Concert 2012》
- 23.11.2011：《CSL x Shiga Love and Hope Unplugged 2012》
- 29.08.2014：《903id club 拉闊音樂會 古巨基 x 方皓玟 x 林欣彤 x 連詩雅》/ 《903id club Concert Nói Chuyện Cổ Cự Cơ x Phương Hạo Văn x Lâm Hân Đồng x Liên Thi Nhã》
- 13.08.2016：《Shiga VS Shiga Live 2016》[15]
- 09-10.09.2017：《Stephanie + Shiga SS 2017 Live Concert 鄭融 x 連詩雅 她們演唱會2017》/ 《Stephanie + Shiga SS 2017 Live Concert Trịnh Dung x Liên Thi Nhã Concert Các Cô Ấy 2017》

## Giải thưởng và đề cử

### Giải thưởng đạt được

#### 2010
- Lễ trao giải Yahoo! Tìm kiếm Nhân khí 2010 - Thế lực mới của làng nhạc
- Lễ trao giải Tân Thành Kình Bạo 2010 - Nữ ca sĩ mới lên sân khấu Tân Thành Kình Bạo
- Lễ trao giải Thập Đại Trung Văn Kim Khúc Lần thứ 33 - Giải Người mới có tiền đồ nhất - Giải Xuất sắc
- Lễ trao giải Sina Music Làng nhạc Chỉ số Dân ý 2010 - Nữ người mới tôi yêu thích nhất

#### 2011
- Lễ trao giải Yahoo! Tìm kiếm Nhân khí 2011 - Nhạc phim điện ảnh nổi nhất trên mạng "I'm Still Loving You"
- Lễ trao giải Tân Thành Kình Bạo 2011 - Ca sĩ Nhân khí Tân Thành Kình Bạo
- Lễ trao giải Sina Music Làng nhạc Chỉ số Dân ý 2011 - Ca khúc Điện ảnh "I'm Still Loving You"
- Lễ trao giải Âm nhạc 我撐起經 Uchanne - Nữ ca sĩ nhân khí trên mạng

#### 2012
- Giải thưởng thường niên của Hiệp hội Đạo diễn Điện ảnh Hồng Kông lần thứ 7 - Diễn viên mới của năm (Đồng) "Lan Quế Phường"
- Lễ trao giải Yahoo! Tìm kiếm Nhân khí 2012  - Ca khúc nhân khí "Đến Đây Chấm Dứt"
- Lễ trao giải Yahoo! Tìm kiếm Nhân khí 2012 - Nhân khí lên sao (Nữ)
- Lễ trao giải Tân Thành Kình Bạo 2012 - Giải vàng ca khúc phương tiện truyền thông mới Tân Thành Kình Bạo "Đến Đây Chấm Dứt"
- Lễ trao giải Sina Music Làng nhạc Chỉ số Dân ý 2012 - Ca khúc lượt nghe cao nhất của năm "Đến Đây Chấm Dứt"
- Lễ trao giải Thập Đại Trung Văn Kim Khúc Lần thứ 35 - Top 10 ca khúc tiếng Hoa "Đến Đây Chấm Dứt"
- Lễ trao giải âm nhạc lưu hành Toàn Cảng Dân Ý 2012 -  Top 10 ca khúc được yêu thích nhất "Đến Đây Chấm Dứt"
- IFPI Giải thưởng Doanh thu Kỷ lục Hồng Kông 2012 - Top 10 bài hát kỹ thuật số bán chạy nhất "I'm Still Loving You"
- IFPI Giải thưởng Doanh thu Kỷ lục Hồng Kông 2012 - Top 10 bài hát kỹ thuật số bán chạy nhất "Đến Đây Chấm Dứt"

#### 2013
- Lễ trao giải Yahoo! Tìm kiếm Nhân khí 2013 -  Ca khúc nhân khí "Nói Một Câu"
- Lễ trao giải Yahoo! Tìm kiếm Nhân khí 2013 - Nữ ca sĩ được tìm kiếm hình ảnh nhiều nhất
- Lễ trao giải Tân Thành Kình Bạo 2013 - Giải vàng ca khúc phương tiện truyền thông mới Tân Thành Kình Bạo "Nói Một Câu"
- Lễ trao giải Tân Thành Kình Bạo 2013 - Nữ ca sĩ tiến bộ vượt bậc Tân Thành Kình Bạo
- Lễ trao giải Bảng xếp hạng Âm nhạc Sất Sá 2013 - Top 10 Đề xuất chuyên nghiệp Sất Sá - Xếp thứ 9 "Nói Một Câu"
- Lễ trao giải Thập Đại Trung Văn Kim Khúc Lần thứ 36 - Top 10 ca khúc tiếng Hoa "Nói Một Câu"
- IFPI Giải thưởng Doanh thu Kỷ lục Hồng Kông 2013 - Top 10 bài hát kỹ thuật số bán chạy nhất "Đến Đây Chấm Dứt"

#### 2014
- Kình Ca Kim Khúc Tuyển Chọn Lần 1 năm 2014 - Ca khúc đạt giải "Chỉ Muốn Cùng Anh Ở Cùng Nhau"
- Lễ trao giải Tân Thành Quốc Ngữ Lực 2014 - Ca khúc gốc Tân thành Quốc Ngữ Lực "Trò Đùa Của Thời Gian"
- Lễ trao giải Tân Thành Quốc Ngữ Lực 2014 - Thần tượng Nhân khí Tân Thành Quốc Ngữ Lực - Giải vàng
- Giải âm nhạc Cánh buồm vàng CASH 2014  -  Bài hát tải xuống "Đến Đây Chấm Dứt"
- Lễ trao giải Yahoo! Tìm kiếm Nhân khí 2014 - Ca khúc nhân khí "Chỉ Muốn Cùng Anh Ở Cùng Nhau"
- Lễ trao giải Tân Thành Kình Bạo 2014 - Nữ ca sĩ tiến bộ vượt bậc Tân Thành Kình Bạo - Giải vàng
- Lễ trao giải Tân Thành Kình Bạo 2014 - Giải vàng ca khúc phương tiện truyền thông mới Tân Thành Kình Bạo "Chỉ Muốn Cùng Anh Ở Cùng Nhau"
- Lễ trao giải 雪碧音碰音 2014 - Nữ ca sĩ tiềm năng nhất
- Lễ trao giải Thập Đại Trung Văn Kim Khúc Lần thứ 37 - Top 10 ca khúc tiếng Hoa "Chỉ Muốn Cùng Anh Ở Cùng Nhau"
- Lễ trao giải Kim Khúc Bảng TVB8 2014 - Giải Bài hát Kim Khúc Kim Bảng TVB8 "Trò Đùa Của Thời Gian"
- Lễ trao giải Kim Khúc Bảng TVB8 2014 - Giải Nữ Ca sĩ được yêu thích nhất Kim Khúc Kim Bảng TVB8
- IFPI Giải thưởng Doanh thu Kỷ lục Hồng Kông 2014  - Top 10 bài hát kỹ thuật số bán chạy nhất "Chỉ Muốn Cùng Anh Ở Cùng Nhau"

#### 2015
- Liên hoan Âm nhạc người Hoa toàn cầu Kim Khúc Kim Bảng "Kình Ca Vương" lần thứ 10 - Giải ca sĩ thanh niên kiệt xuất Hồng Kông
- Liên hoan Âm nhạc người Hoa toàn cầu Kim Khúc Kim Bảng "Kình Ca Vương" lần thứ 10- Ca sĩ tiến bộ vượt bậc (Hồng Kông)
- Kình Ca Kim Khúc Tuyển Chọn Lần 1 năm 2015 - Ca khúc đạt giải "Tại Sao Em Phải Yêu Anh"
- Lễ trao giải Tân Thành Quốc Ngữ Lực 2015 - Giải ca khúc phương tiện truyền thông mới Tân Thành Quốc Ngữ Lực "Ngoan Ngoãn Nghe Lời"
- Lễ trao giải Tân Thành Quốc Ngữ Lực 2015 - Ca sĩ phương tiện truyền thông mới Tân Thành Quốc Ngữ Lực
- Kình Ca Kim Khúc Tuyển Chọn Lần 2 năm 2015 - Ca khúc đạt giải "Đợi Đến Sunday Thì Call Anh"
- Lễ trao giải Yahoo! Tìm kiếm Nhân khí 2015 - Ca khúc nhân khí "Tại Sao Em Phải Yêu Anh"
- Lễ trao giải Tân Thành Kình Bạo 2015 - Nữ ca sĩ Tân Thành Kình Bạo

#### 2016
- Lễ trao giải Yahoo! Tìm kiếm Nhân khí 2016 - Ca khúc nhân khí "Góc Đường Cũ"
- Lễ trao giải Tân Thành Kình Bạo 2016 - Ca khúc Kình Bạo "Góc Đường Cũ"

#### 2019
- Kình Ca Kim Khúc Tuyển Chọn Lần 1 năm 2019 - Ca khúc đạt giải "Đi Một Mình"
- Kình Ca Kim Khúc Tuyển Chọn Lần 2 năm 2019 - Ca khúc đạt giải "Người Qua Đường"
- Lễ trao giải Kình Ca Kim Khúc 2019 - Giải Kình Ca Kim Khúc "Đi Một Mình"

#### 2020
- Kình Ca Kim Khúc Tuyển Chọn Lần 1 năm 2020 - Ca khúc đạt giải "Lời Dối Nhỏ"
- Lễ trao giải Kình Ca Kim Khúc 2020 - Giải Kình Ca Kim Khúc "Chuyện Tình Yêu"
- Lễ trao giải Kình Ca Kim Khúc 2020 -Giải Kình Ca Kim Khúc "Lời Dối Nhỏ"
- Lễ trao giải Yahoo! Tìm kiếm Nhân khí 2020 - Nhân khí lên sao

#### 2021
- Kế hoạch hỗ trợ「Sáng+ Tác」phim ngắn (phần âm nhạc) lần thứ 8  - Nữ diễn viên phim ngắn xuất sắc nhất ở hạng mục chuyên nghiệp - Giải đồng

### Đề cử giải thưởng
| Năm  | Giải thưởng                                                                   | Tác phẩm                                     | Kết quả                                        |
| ---- | ----------------------------------------------------------------------------- | -------------------------------------------- | ---------------------------------------------- |
| 2012 | Giải Kim Tượng Hồng Kông lần thứ 31 Giải diễn viên mới xuất sắc nhất          | 喜愛夜蒲 Lan Quế Phường                      | Đề cử                                          |
| 2012 | Lễ trao giải Bảng xếp hạng Âm nhạc Sất Sá 2012 Ca khúc tôi yêu thích nhất     | 到此為止 Đến Đây Chấm Dứt                    | Đề cử (Cuối cùng vào top 20)                   |
| 2013 | Lễ trao giải Bảng xếp hạng Âm nhạc Sất Sá 2013 Ca khúc tôi yêu thích nhất     | 說一句 Nói Một Câu                           | Đề cử (Cuối cùng vào top 20)                   |
| 2013 | Giải âm nhạc Cánh buồm vàng CASH 2013 Nữ ca sĩ thể hiện xuất sắc nhất         | 說一句 Nói Một Câu                           | Đề cử                                          |
| 2014 | Giải âm nhạc Cánh buồm vàng CASH 2014 Nữ ca sĩ thể hiện xuất sắc nhất         | 只要和你在一起 Chỉ Muốn Cùng Anh Ở Cùng Nhau | Đề cử                                          |
| 2015 | Giải âm nhạc Cánh buồm vàng CASH 2015 Nữ ca sĩ thể hiện xuất sắc nhất         | 水星逆行 Sao Thủy Ngược Dòng                 | Đề cử                                          |
| 2015 | Giải âm nhạc Cánh buồm vàng CASH 2015 Nữ ca sĩ thể hiện xuất sắc nhất         | 為何要我愛上你 Tại Sao Em Phải Yêu Anh       | Đề cử                                          |
| 2015 | Lễ trao giải Kình Ca Kim Khúc 2015Nữ ca sĩ được yêu thích nhất                |                                              | Đề cử                                          |
| 2019 | Giải thưởng thường niên TVB 2019 Ca khúc nhạc phim được yêu thích nhất        | 孤身走 Đi Một Mình                           | Đề cử                                          |
| 2019 | Lễ trao giải Kình Ca Kim Khúc 2019Nữ ca sĩ được yêu thích nhất                |                                              | Đề cử                                          |
| 2020 | Giải thưởng thường niên TVB 2020 Nữ diễn viên chính xuất sắc nhất             | 那些我愛過的人 Những Người Tôi Từng Yêu      | Đề cử                                          |
| 2020 | Giải thưởng thường niên TVB 2020 Nữ nhân vật được yêu thích nhất              | 那些我愛過的人 Những Người Tôi Từng Yêu      | Đề cử                                          |
| 2020 | Giải thưởng thường niên TVB 2020 Bạn diễn được yêu thích nhất                 | 那些我愛過的人 Những Người Tôi Từng Yêu      | Đề cử (Đề cử cùng Trần Tự Dao, Huỳnh Thúy Như) |
| 2020 | Giải thưởng thường niên TVB 2020 Ca khúc nhạc phim được yêu thích nhất        | 小謊言 Lời Dối Nhỏ                           | Đề cử (Cuối cùng vào top 3)                    |
| 2020 | Giải thưởng thường niên TVB 2020 Nữ nhân vật TVB được Malaysia yêu thích nhất | 那些我愛過的人 Những Người Tôi Từng Yêu      | Đề cử                                          |
| 2020 | Lễ trao giải Kình Ca Kim Khúc 2020Nữ ca sĩ được yêu thích nhất                |                                              | Đề cử                                          |
| 2021 | Giải thưởng thường niên TVB 2021 Ca khúc truyền hình được yêu thích nhất      | 太在意 Quá Để Tâm                            | Đề cử                                          |